# Philippinische Badmintonmeisterschaft 1965
Die Philippinische Badmintonmeisterschaft 1965 fand in Manila statt. Es war die 17. Austragung der nationalen Titelkämpfe der Philippinen im Badminton.

## Titelträger
| Disziplin    | Sieger                 |
| ------------ | ---------------------- |
| Herreneinzel | Daniel So              |
| Dameneinzel  | Mary Tan               |
| Herrendoppel | Conrado Co Oscar Yanga |
| Damendoppel  | Luisa Chua Mary Tan    |
| Mixed        | Simon Haw Mary Tan     |